# Lista de prefeitos de Iguape
Esta é a lista de prefeitos e vice-prefeitos da cidade de Iguape, estado brasileiro de São Paulo.
O prédio da Prefeitura chama-se Paço Municipal Prefeito Carlos Fausto Ribeiro, conforme Lei municipal nº 1.366, de 28 de junho de 1994.
| Nº | Nome                                           | Partido | Vice-prefeito                                | Início do mandato       | Fim do mandato         | Observações                                                                                              |
| 1  | Major Ernesto Guilherme Young                  | PRP     | —                                            | 20 de maio de 1876      | 31 de dezembro de 1902 | Intendente                                                                                               |
| 2  | José Antônio Peniche                           | PRP     | —                                            | 1º de janeiro de 1903   | 13 de janeiro de 1906  | Intendente                                                                                               |
| 3  | José Sant'Anna Ferreira                        | PRP     | —                                            | 14 de janeiro de 1906   | 16 de maio de 1908     | Intendente                                                                                               |
| 4  | Cel. Zacarias Augusto Teixeira                 | PRP     | —                                            | 17 de maio de 1908      | 6 de abril de 1909     | Intendente                                                                                               |
| 5  | Manoel Andrade Silva                           | PRP     | —                                            | 7 de abril de 1909      | 10 de setembro de 1910 | Intendente                                                                                               |
| 6  | Antônio Jeremias                               | PRP     | —                                            | 11 de setembro de 1910  | 1º de agosto de 1911   | Intendente                                                                                               |
| 7  | Joaquim José Rebello                           | PRP     | —                                            | 2 de agosto de 1911     | 21 de abril de 1912    | Intendente                                                                                               |
| 8  | Cel. Zacarias Augusto Teixeira                 | PRP     | —                                            | 22 de abril de 1912     | 23 de novembro de 1913 | Intendente                                                                                               |
| 9  | Antônio Jeremias Junior                        | PRP     | —                                            | 24 de novembro de 1913  | 24 de abril de 1915    | Intendente                                                                                               |
| 10 | Capitão Augusto Rollo                          | PRP     | —                                            | 25 de abril de 1915     | 6 de maio de 1917      | Intendente                                                                                               |
| 11 | José Anastácio Fortes                          | PRP     | —                                            | 7 de maio de 1917       | 6 de outubro de 1921   | Intendente                                                                                               |
| 12 | Capitão Floramante Regino Giglio               | PRP     | —                                            | 7 de outubro de 1921    | 9 de outubro de 1923   | Intendente                                                                                               |
| 13 | José Dias Teixeira                             | PRP     | —                                            | 10 de outubro de 1923   | 24 de abril de 1925    | Intendente                                                                                               |
| 14 | Acylino Sérvulo da Cunha                       | PRP     | —                                            | 25 de abril de 1925     | 17 de junho de 1927    | Intendente                                                                                               |
| 15 | João Hipólito Gato                             | PRP     | —                                            | 18 de junho de 1927     | 4 de novembro de 1930  | Intendente                                                                                               |
| 16 | Capitão Floramante Regino Giglio               | PRP     | —                                            | 5 de novembro de 1930   | 28 de novembro de 1933 | Prefeito nomeado                                                                                         |
| 17 | Orlando Sant'Anna de Moraes                    | PRP     | —                                            | 29 de novembro de 1933  | 31 de dezembro de 1934 | Prefeito nomeado                                                                                         |
| 18 | Manoel Honório Fortes                          | PRP     | —                                            | 1º de janeiro de 1935   | 31 de dezembro de 1936 | Prefeito nomeado                                                                                         |
| 19 | Joaquim Sant'Anna de Moraes                    | PRP     | —                                            | 1º de janeiro de 1937   | 28 de junho de 1937    | Prefeito nomeado                                                                                         |
| 20 | Manoel Honório Fortes                          | PP      | —                                            | 29 de junho de 1937     | 15 de junho de 1938    | Prefeito nomeado                                                                                         |
| 21 | Diogo Martins Ribeiro                          | PP      | —                                            | 16 de junho de 1938     | 18 de agosto de 1939   | Prefeito nomeado                                                                                         |
| 22 | Hermilino França Junior                        | PP      | —                                            | 19 de agosto de 1939    | 18 de maio de 1943     | Prefeito nomeado                                                                                         |
| 23 | Manoel Honório Fortes                          | PSD     | —                                            | 19 de maio de 1943      | 21 de maio de 1945     | Prefeito nomeado                                                                                         |
| 24 | Hermilino França Junior                        | PSD     | —                                            | 22 de maio de 1945      | 7 de janeiro de 1947   | Prefeito nomeado                                                                                         |
| 25 | Casimiro Teixeira                              | PDC     | —                                            | 8 de janeiro de 1947    | 30 de janeiro de 1948  | Prefeito nomeado                                                                                         |
| 26 | Pedro Coutinho                                 |         |                                              | 31 de janeiro de 1948   | 30 de janeiro de 1952  | Prefeito eleito                                                                                          |
| 27 | Casimiro Teixeira                              |         |                                              | 31 de janeiro de 1952   | 30 de janeiro de 1956  | Prefeito eleito                                                                                          |
| 28 | Osmar de Freitas Santos                        |         |                                              | 31 de janeiro de 1956   | 30 de janeiro de 1960  | Prefeito eleito                                                                                          |
| 29 | Casimiro Teixeira                              |         |                                              | 31 de janeiro de 1960   | 30 de janeiro de 1964  | Prefeito eleito                                                                                          |
| 30 | Carlos Fausto Ribeiro                          |         |                                              | 31 de janeiro de 1964   | 30 de janeiro de 1969  | Prefeito eleito                                                                                          |
| 31 | José Costa                                     |         |                                              | 31 de janeiro de 1969   | 30 de janeiro de 1972  | Prefeito eleito                                                                                          |
| 32 | Jofre Manoel                                   |         |                                              | 31 de janeiro de 1972   | 30 de janeiro de 1973  | Prefeito eleito                                                                                          |
| 33 | Casimiro Teixeira                              | ARENA   |                                              | 31 de janeiro de 1973   | 31 de janeiro de 1977  | Prefeito eleito                                                                                          |
| 34 | Carlos Fausto Ribeiro                          | ARENA   | Laércio Ribeiro                              | 1º de fevereiro de 1977 | 31 de janeiro de 1983  | Prefeito e vice eleitos em sufrágio universal                                                            |
| 35 | Laércio Ribeiro                                | PDS     | Plínio Roberto Costa                         | 1º de fevereiro de 1983 | 2 de novembro de 1984  | Prefeito e vice eleitos em sufrágio universal cujo titular faleceu durante o mandato                     |
| —  | Plínio Roberto Costa                           | PDS     | —                                            | 2 de novembro de 1984   | 11 de agosto de 1987   | Vice-prefeito eleito no cargo de Prefeito                                                                |
| —  | José Santiago Ferreira                         | PFL     |                                              | 12 de agosto de 1987    | 31 de dezembro de 1988 | |
| 36 | Ariovaldo Trigo Teixeira                       | PTB     | Cláudio Luiz França Gomes                    | 1º de janeiro de 1989   | 31 de dezembro de 1992 | Prefeito e vice eleitos em sufrágio universal                                                            |
| 37 | José Eduardo Trigo                             | PMDB    | Irson Carravieri                             | 1º de janeiro de 1993   | 31 de maio de 1996     | Prefeito e vice eleitos em sufrágio universal                                                            |
| —  | Irson Carravieri                               | PMDB    | —                                            | 1º de junho de 1996     | 31 de dezembro de 1996 | |
| 38 | Jair Young Fortes                              | PFL     | Roseli Allemann                              | 1º de janeiro de 1997   | 31 de dezembro de 2000 | Prefeito e vice eleitos em sufrágio universal                                                            |
| 39 | João Cabral Muniz                              | PL/PSDB |                                              | 1º de janeiro de 2001   | 31 de dezembro de 2004 | Prefeito e vice eleitos em sufrágio universal                                                            |
| 40 | Ariovaldo Trigo Teixeira, Professor Ariovaldo  | PMDB    | Maria Elizabeth Negrão Silva, Bete (PFL)     | 1º de janeiro de 2005   | 18 de dezembro de 2007 | Prefeito e vice eleitos em sufrágio universal cujo titular fora cassado por decisão judicial             |
| 41 | Maria Elizabeth Negrão Silva                   | PP      | —                                            | 19 de dezembro de 2007  | 31 de dezembro de 2008 | Vice-prefeita eleita no cargo de Prefeita                                                                |
| 41 | Maria Elizabeth Negrão Silva                   | PP      | Luiz Carlos Amâncio, Luiz da Relâmpago (PPS) | 1º de janeiro de 2009   | 31 de dezembro de 2012 | Prefeita reeleita e vice eleito em sufrágio universal                                                    |
| 42 | Joaquim Antonio Coutinho Ribeiro, Tony Ribeiro | PMDB    | Lumi Ishida Cabral Muniz (PP)                | 1º de janeiro de 2013   | 23 de outubro de 2015  | Prefeito e vice eleitos em sufrágio universal cujo titular fora cassado por decisão judicial             |
| —  | Lumi Ishida Cabral Muniz                       | PR      | —                                            | 26 de outubro de 2015   | 31 de março de 2016    | Vice-prefeita eleita no cargo de Prefeita                                                                |
| —  | Joaquim Antonio Coutinho Ribeiro, Tony Ribeiro | PMDB    |                                              | 31 de março de 2016     | 31 de dezembro de 2016 | Prefeito e vice eleitos em sufrágio universal cujo titular foi reempossado ao cargo por decisão judicial |
| 43 | Wilson Almeida Lima                            | PSDB    | Sérgio de Carvalho Prado (PSDB)              | 1º de janeiro de 2017   | 31 de dezembro de 2020 | Prefeito e vice eleitos em sufrágio universal                                                            |
| 43 | Wilson Almeida Lima                            | PSDB    | Salvador José Barbosa Jr (PSDB)              | 1° de janeiro de 2021   | 31 de dezembro de 2024 | Prefeito reeleito e vice eleito em sufrágio universal                                                    |
| 44 | Salvador José Barbosa Jr                       | UNIÃO   | Egina Ayako Yamamoto Spinola (PSD)           | 1° de janeiro de 2025   | Atualidade             | Prefeito e vice eleitos em sufrágio universal                                                            |